# 圣博内勒沙斯泰勒
圣博内勒沙斯泰勒（法語：Saint-Bonnet-le-Chastel，法語發音：[sɛ̃ bɔnɛ lə ʃastɛl]）是法国多姆山省的一个市镇，位于该省东南部，属于昂贝尔区。

## 地理
圣博内勒沙斯泰勒（45°27'1"N, 3°38'2"E）面积23.47 平方千米，位于法国奥弗涅-罗讷-阿尔卑斯大区多姆山省，该省份为法国中南部省份，北起阿列省接壤，东临卢瓦尔省，南至上盧瓦爾省和康塔爾省，西接科雷兹省和克勒兹省。
与圣博内勒沙斯泰勒接壤的市镇（或旧市镇、城区）包括：诺瓦塞勒、阿尔朗、多洛尔河畔尚邦、利夫拉杜瓦地区马尔萨克、圣博内堡、圣日耳曼莱尔姆。

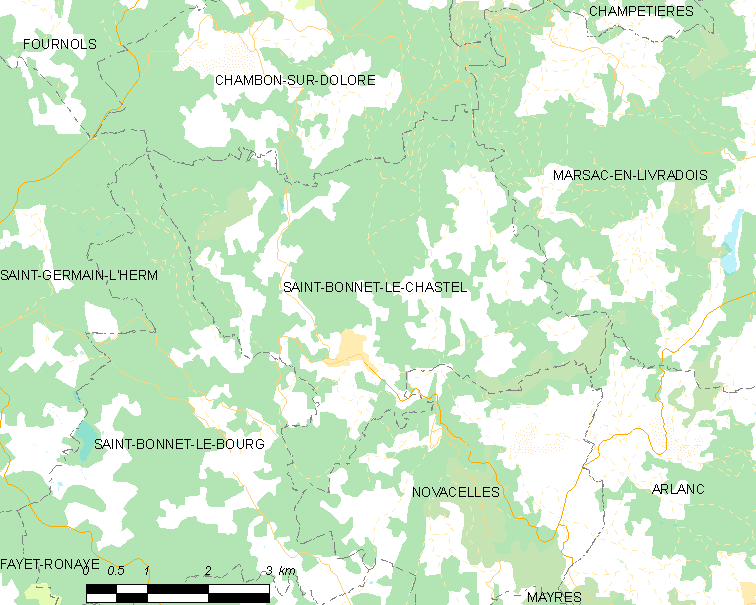
圣博内勒沙斯泰勒的OSM定位图

圣博内勒沙斯泰勒的时区为UTC+01:00、UTC+02:00（夏令时）。

## 行政
圣博内勒沙斯泰勒的邮政编码为63630，INSEE市镇编码为63324。

## 政治
圣博内勒沙斯泰勒所属的省级选区为利夫拉杜瓦山县。

## 人口

1962-2008年间圣博内勒沙斯泰勒人口变化图示

圣博内勒沙斯泰勒于2022年1月1日时的人口数量为205人。